# Dario Meyer
Dario Meyer (* 20. November 1996 in Bern) ist ein Schweizer Eishockeyspieler, der seit Mai 2021 beim EHC Kloten aus der Schweizer National League unter Vertrag steht und dort bereits seit Januar 2021 auf der Position des rechten Flügelstürmers zum Einsatz kommt.

## Karriere
Meyer absolvierte seine gesamte Juniorenzeit in der Nachwuchsabteilung des SC Bern, mit dessen U20 er im Frühling 2014 Schweizer Meister dieser Altersklasse wurde. In der Saison 2014/15 wurde er für vier Spiele zum EHC Visp in die National League B (NLB) ausgeliehen, wo er sein Debüt als Profispieler absolvierte. Zur Spielzeit 2015/16 wechselte der Flügelstürmer zu den Edmonton Oil Kings in die Western Hockey League (WHL), die ihn beim CHL Import Draft 2015 in der zweiten Runde als insgesamt 92. Spieler ausgewählt hatten. Nach nur einer Saison kehrte er in sein Heimatland zum SC Bern zurück. Meyer spielte darauf seine erste ganze Saison bei den Profis, kam zu seinem Debüt in der National League A (NLA), verbrachte den Grossteil der Saison aber beim EHC Visp. Im Januar 2017 verlängerte er den Vertrag bei den «Mutzen» um eine weitere Saison.
Im Sommer 2018 wechselte der Angreifer gemeinsam mit Luca Hischier zum HC Davos, um sich sportlich weiterzuentwickeln. Während der Saison 2019/20 wurde er zeitweise an den EV Zug und die HCB Ticino Rockets ausgeliehen. Im Januar 2021 folgte die Leihe an den EHC Kloten aus der Swiss League, bei dem er im Mai desselben Jahres einen festen Vertrag erhielt. Am Ende des Spieljahres 2021/22 gelang ihm mit dem EHC der Gewinn der Meisterschaft, der einhergehend mit dem Aufstieg in die National League war.

### International
Beim Europäischen Olympischen Winter-Jugendfestival 2013 im rumänischen Brașov belegte Meyer mit dem Schweizer Nachwuchs den dritten Platz und gewann die Bronzemedaille. Mit der Schweizer U20-Auswahl nahm er an der U20-Junioren-Weltmeisterschaft 2016 teil.
In der Saison 2018/19 debütierte er in der A-Nationalmannschaft, kam aber noch nicht bei einem grossen Turnier zum Einsatz.

## Erfolge und Auszeichnungen
- 2013 Bronzemedaille beim Europäischen Olympischen Winter-Jugendfestival
- 2014 Schweizer U20-Juniorenmeister mit dem SC Bern
- 2022 Meister der Swiss League und Aufstieg in die National League mit dem EHC Kloten

## Karrierestatistik
Stand: Ende der Saison 2024/25

### International
Vertrat die Schweiz bei:
- Europäisches Olympisches Winter-Jugendfestival 2013
- Ivan Hlinka Memorial Tournament 2013
- U20-Junioren-Weltmeisterschaft 2016

(Legende zur Spielerstatistik: Sp oder GP = absolvierte Spiele; T oder G = erzielte Tore; V oder A = erzielte Assists; Pkt oder Pts = erzielte Scorerpunkte; SM oder PIM = erhaltene Strafminuten; +/− = Plus/Minus-Bilanz; PP = erzielte Überzahltore; SH = erzielte Unterzahltore; GW = erzielte Siegtore; 1 Play-downs/Relegation; Kursiv: Statistik nicht vollständig)